# Plan de classement

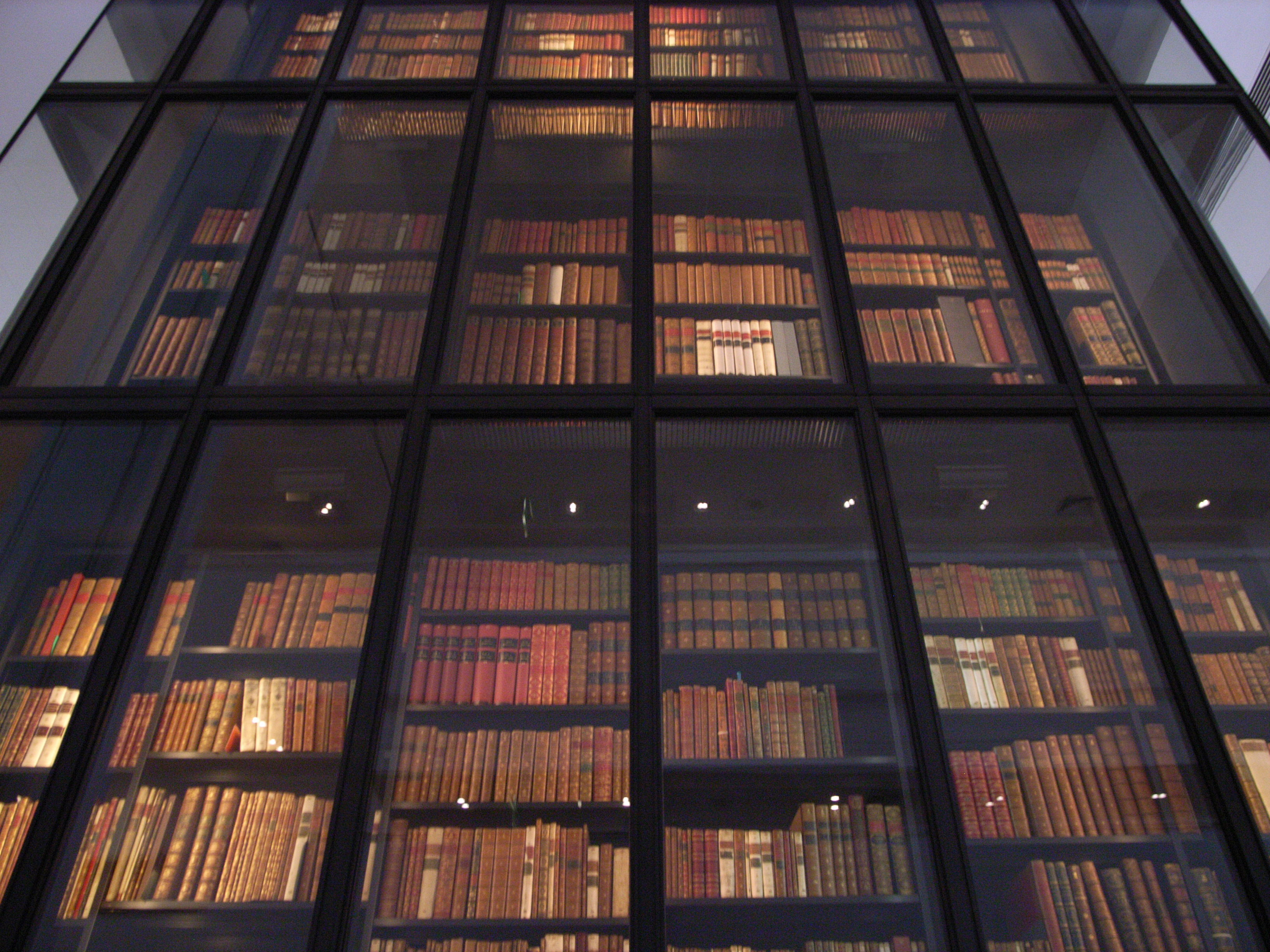
À la British Library, exemple de documents classés sous un schéma de classification.

En bibliothéconomie ou en archivistique, un plan de classement est un outil d'organisation de documents qui facilite leur classement et leur repérage. Il permet de s’orienter de manière logique et hiérarchique — d'un sujet général à un sujet spécifique — dans un fonds d'archives ou une collection,.
Loin d’être un outil rigide, un plan de classement doit être conçu pour refléter les activités et les visées propres à chaque organisation et évoluer selon le contexte et les besoins,.

## Terminologie
Chez les francophones, les chercheurs emploient communément les termes « plan de classification » ou « schéma de classification »,, pour désigner le même concept. Jacques Maniez suggère l'utilisation du terme « langage classificatoire ».
Du côté anglophone, on retrouve les termes « file classification scheme » et « file plan ».

## Fonctions et avantages
Le plan de classement est un outil à trois fonctions, :
- une fonction intellectuelle qui définit les concepts, idées et sujets qui seront inclus dans la structure classificatoire ;
- une fonction bibliographique qui cartographie le contenu documentaire dans une structure ordonnée ;
- une fonction physique qui vise à guider un rangement ordonné des documents

L’utilisation à bon escient d'un plan de classement est un signe de bonne pratique pour toute organisation. En effet, imposer une uniformité dans l’interprétation et le rangement des documents et des connaissances apporte de nombreux avantages. Que ce soit sur le plan de l'archivistique ou de la bibliothéconomie, les avantages sont les suivants :
- augmentation de l’efficacité de la recherche et du repérage des documents;
- augmentation de la performance de l’organisation;
- amélioration de la gestion des documents dans son cycle de vie et de la masse documentaire;
- respect des obligations légales et éthiques quant à l’accès à l’information;
- respect de la vie privée et de la neutralité;
- neutralisation des effets néfastes de la mobilité des employés;
- sauvegarde de la mémoire organisationnelle[7],[6],[13];
- encourage ou rend possible la conception d'outils complémentaires permettant une meilleure gestion documentaire[6].

## En archivistique
Le plan de classement comprend des classes qui sont des entrées dans le plan de classement et constituent « un ensemble d’objets couverts par une même activité ». Il est généralement divisé en deux catégories soit les documents de fonction et les documents de gestion. Chacun des documents et dossiers est classé selon une codification pouvant prendre trois formes (numérique, alphabétique ou alphanumérique) et permettant de repérer rapidement l'information.
Il n’y a pas de plan de classement universel, bien qu’il existe des plans de classification type, par exemple le Plan de classification type des documents de gestion gouvernementaux.
Il existe plusieurs façons d’organiser le plan de classement soit par activité, par thèmes et par typologie documentaire. Le modèle structurel le plus répandu est de type hiérarchique, car « il est plus simple à construire et à utiliser par le personnel administratif ». Cependant, il y a aussi le modèle en liste et le modèle à facettes.
Au Québec, le plan de classement a été rendu obligatoire pour tout organisme public par l’article 16 de la Loi sur l’accès aux documents des organismes publics et sur la protection des renseignements personnels adoptée en 1982.

## En bibliothéconomie
On peut parler de plan de classement dans une bibliothèque pour indiquer dans quel ordre les livres sont mis sur les étagères. De nombreuses bibliothèques utilisent des classifications à caractère général comme la classification décimale de Dewey.